# Zouina Bouzebra
Zouina Bouzebra (* 3. Oktober 1990) ist eine algerische Leichtathletin, die sich auf den Hammerwurf spezialisiert hat und auch im Kugelstoßen an den Start geht.

## Sportliche Laufbahn
Erste internationale Erfahrungen sammelte Zouina Bouzebra bei den Jugendweltmeisterschaften 2007 in Ostrava, bei denen sie mit 39,30 m in der Qualifikation ausschied. Anschließend belegte sie bei den Panarabischen Spielen in Kairo mit 42,66 m den fünften Platz. Zwei Jahre später gewann sie bei den Juniorenafrikameisterschaften in Bambous mit 54,47 m die Silbermedaille im Hammerwurf sowie mit 12,84 m die Bronzemedaille im Kugelstoßen. Bei den Arabischen Meisterschaften in Damaskus gewann sie mit 12,70 m die Bronzemedaille im Kugelstoßen hinter der Tunesierin Sihem Marrakchi und Walaa Attia aus Ägypten und wurde mit dem Hammer mit 51,78 m Vierte. 2010 erreichte sie bei den Afrikameisterschaften in Nairobi mit 11,67 m Rang sechs mit der Kugel sowie mit einer Weite von 55,85 m den siebten Platz im Hammerwurf. 2011 gewann sie bei den Arabischen Meisterschaften in al-Ain mit 58,33 m die Silbermedaille hinter der Ägypterin Rana Taha Ibrahim und wurde im Kugelstoßen mit 12,43 m Vierte. Daraufhin erreichte sie bei den Panarabischen Spielen in Doha mit 12,37 m bzw. 57,33 m jeweils Rang vier. Im Jahr darauf wurde sie bei den Afrikameisterschaften in Porto-Novo mit einem Wurf auf 57,31 m Sechste und bei den Afrikameisterschaften 2014 in Marrakesch mit 58,71 m Fünfte.
2015 siegte sie bei den Arabischen Meisterschaften in Manama mit 60,06 m und belegte bei den Afrikaspielen in Brazzaville mit 59,16 m den vierten Platz. Im Jahr darauf erreichte sie bei den Afrikameisterschaften in Durban mit 61,62 m Rang fünf und 2017 verteidigte sie bei den Arabischen Meisterschaften in Radès mit 62,08 m ihren Titel. 2018 verbesserte sie bei den Afrikameisterschaften in Asaba ihren Landesrekord auf 64,49 m und belegte damit Rang vier. 2019 gewann sie bei den Arabischen Meisterschaften in Kairo mit 63,07 m die Silbermedaille hinter der Ägypterin Rawan Barakat und belegte bei den Afrikaspielen in Rabat mit 63,34 m den vierten Platz. Die ursprüngliche Bronzemedaillengewinnerin wurde aber nachträglich disqualifiziert und die Medaille somit Bouzebra zugesprochen. 2021 siegte sie bei den Arabischen Meisterschaften in Radès mit neuem Landesrekord von 65,20 m und im Jahr darauf sicherte sie sich bei den Afrikameisterschaften in Port Louis mit 63,48 m die Silbermedaille hinter der Nigerianerin Oyesade Olatoye. Anschließend gewann sie bei den Mittelmeerspielen in Oran mit neuem Landesrekord von 65,45 m die Bronzemedaille hinter der Spanierin Laura Redondo und Kıvılcım Kaya aus der Türkei. Daraufhin belegte sie bei den Islamic Solidarity Games in Konya mit 10,99 m den fünften Platz im Kugelstoßen und gewann mit dem Hammer mit 59,51 m die Bronzemedaille hinter der Aserbaidschanerin Hanna Skydan und der Türkin Kıvılcım Kaya. 2023 gewann sie bei den Panarabischen Spielen in Algier mit 65,69 m die Silbermedaille hinter ihrer Landsfrau Zahra Tatar und auch bei den Afrikaspielen im Jahr darauf in Accra musste sie sich mit 68,97 m nur ihrer Landsfrau geschlagen geben. Im Juni gewann sie bei den Afrikameisterschaften in Douala mit 65,10 m die Bronzemedaille hinter ihrer Landsfrau Tatar und Oyesade Olatoye aus Nigeria. 2025 gewann sie bei den Arabischen Meisterschaften in Oran mit 60,60 m die Bronzemedaille hinter ihrer Landsfrau Tatar und der Ägypterin Rawan Barakat.
In den Jahren von 2010 bis 2012 sowie von 2015 bis 2017 und 2019 wurde Bouzebra algerische Meisterin im Kugelstoßen sowie 2011 und 2012 und von 2015 bis 2017 sowie 2019, 2022 und 2023 auch im Hammerwurf.

## Persönliche Bestleistungen
- Kugelstoßen: 13,35 m, 26. Juli 2023 in Algier
- Hammerwurf: 68,97 m, 19. März 2024 in Accra